# Reciprocità quadratica
In matematica, nella teoria dei numeri, la legge di reciprocità quadratica 
riguarda la risolubilità relativa in aritmetica modulare di due equazioni quadratiche correlate, dando le condizioni per cui entrambe, nessuna o una sola di esse hanno soluzione. Come conseguenza, ci permette di determinare la risolubilità di una qualunque equazione quadratica in aritmetica modulare.
È stata inizialmente congetturata da Eulero e Legendre, e dimostrata in maniera soddisfacente da Gauss nel 1796. 

## Enunciato
Siano p e q due differenti numeri primi diversi da 2. Questo implica, in particolare, che p e q sono congrui a 1 oppure a 3 (mod 4). Se almeno uno di essi è congruo a 1 mod 4, allora la congruenza
{\displaystyle x^{2}\equiv p\ ({\rm {mod}}\ q)}
ha una soluzione x se e solo se la congruenza
{\displaystyle y^{2}\equiv q\ ({\rm {mod}}\ p)}
ha una soluzione y (le due soluzioni in genere saranno differenti). Se invece entrambi i numeri primi sono congrui a 3 mod 4, allora la congruenza
{\displaystyle x^{2}\equiv p\ ({\rm {mod}}\ q)}
ha una soluzione x se e solo se la congruenza
{\displaystyle y^{2}\equiv q\ ({\rm {mod}}\ p)}
non ha alcuna soluzione.
Utilizzando il simbolo di Legendre
{\displaystyle \left({\frac {p}{q}}\right)=\left\{{\begin{matrix}1&(p\ \mathrm {quadrato\ mod\ } q)\\-1&(\mathrm {altrimenti} )\end{matrix}}\right.}
si può riassumere il tutto come 
{\displaystyle \left({\frac {p}{q}}\right)\left({\frac {q}{p}}\right)=(-1)^{\frac {(p-1)(q-1)}{4}}.}
Dato che {\displaystyle {\frac {(p-1)(q-1)}{4}}} è pari se almeno uno tra p e q è congruo a 1 mod 4, e dispari solo quando sia p che q sono congrui a 3 mod 4, {\displaystyle \left({\frac {p}{q}}\right)\left({\frac {q}{p}}\right)} è uguale a 1 se almeno uno tra p e q è congruo a 1 mod 4, ed è uguale a – 1 quando sia p che q sono congrui a 3 mod 4.

## Esempio
Se prendiamo ad esempio p pari a 11 e q a 19, la legge di reciprocità quadratica ci dice che {\displaystyle \left({\frac {11}{19}}\right)} = {\displaystyle -\left({\frac {19}{11}}\right)}, che a sua volta è uguale a {\displaystyle -\left({\frac {8}{11}}\right)} o {\displaystyle -\left({\frac {-3}{11}}\right)} per le proprietà dell'aritmetica modulare. Per proseguire, ci occorre un procedimento per calcolare esplicitamente {\displaystyle \left({\frac {2}{q}}\right)} e {\displaystyle \left({\frac {-1}{q}}\right)}. Dato che 
{\displaystyle \left({\frac {-1}{q}}\right)=(-1)^{\frac {q-1}{2}}},
possiamo proseguire vedendo che {\displaystyle -\left({\frac {-3}{11}}\right)} = {\displaystyle \left({\frac {3}{11}}\right)}, e continuare la catena con {\displaystyle -\left({\frac {11}{3}}\right)}, {\displaystyle -\left({\frac {2}{3}}\right)} o {\displaystyle -\left({\frac {-1}{3}}\right)=1}, completando così il calcolo.

## Varie
Gauss fu assai fiero di tale legge, da lui definita Aureum Theorema, tanto che negli anni ne pubblicò svariate dimostrazioni. Il libro di Franz Lemmermeyer Reciprocity Laws: From Euler to Eisenstein, pubblicato nel 2000, contiene citazioni di 196 dimostrazioni differenti della legge di reciprocità quadratica.
Esistono anche leggi di reciprocità cubica, quartica (biquadratica) e per esponenti maggiori; ma già due delle radici cubiche di 1 (radici dell'unità) non sono numeri reali, e quindi tali reciprocità sono al di fuori dell'aritmetica dei numeri razionali.
Il lemma di Gauss tratta delle proprietà dei residui quadratici e viene usato in due delle dimostrazioni gaussiane della legge.